# Lactarius acutus
Lactarius acutus R. Heim – gatunek grzybów należący do rodziny gołąbkowatych (Russulaceae). W Polsce nie występuje.

## Systematyka i nazewnictwo
Pozycja według klasyfikacji Index Fungorum: Lactarius, Russulaceae, Russulales, Incertae sedis, Agaricomycetes, Agaricomycotina, Basidiomycota, Fungi
Po raz pierwszy opisał go w 1955 r. Roger Heim i nadana przez niego nazwa naukowa jest aktualna.

## Charakterystyka
Grzyb mykoryzowy, rozwijający się w glebie i wytwarzający naziemne owocniki złożone z kapelusza i trzonu. Miąższ zbudowany jest z kulistawych komórek powodujących ich specyficzną kruchość i nieregularny przełam. Kapelusz owocników ma średnicę 2,2–3,5 cm i wgłębiony środek ze średnim, ostrym garbkiem, jest ciemno zabarwiony, o gładkiej, tłustawej w dotyku powierzchni. Hymenofor blaszkowy. Trzon o długości 3–5 cm i średnicy 0,5–0,7 cm, barwy kapelusza. Miąższ biały, czasami ochrowawy w kapeluszu, o rybiej woni. Zarodniki elipsoidalne, o wymiarach 9–10,5×7,5–8,5 μm, o brodawkowato-siateczkowanej, amyloidalnej powierzchni.